# Sieve (Fluss)
Die Sieve ist ein Fluss in der italienischen Region Toskana, der die Metropolitanstadt Florenz von Nord nach Süd durchquert.

## Verlauf
Sie entspringt in einer Höhe von 930 m über dem Meeresspiegel im Apennin in der Nähe des südlichen Teils des Futapasses im Mugello bei Barberino di Mugello (13 km im Gemeindegebiet). Unterhalb von Barberino ist er seit den 1990er Jahren zum Lago di Bilancino aufgestaut und fließt danach weiter zur Gemeinde Scarperia e San Piero (Ortsteil San Piero a Sieve, 5 km im Gemeindegebiet), wo nahe dem Ortszentrum von San Piero a Sieve die Carza von rechts einfließt, sowie nach Borgo San Lorenzo (7 km im Gemeindegebiet) und Vicchio (12 km im Gemeindegebiet). Danach passiert sie Dicomano (6 km im Gemeindegebiet), wo sie von den Flüssen Comano und San Godenzo (aus San Godenzo kommend) gespeist wird und dann nach Rufina (7 km im Gemeindegebiet) und Pelago (2 km im Gemeindegebiet) gelangt. Sie durchfließt die Toskana auf einer Länge von 60 km, bevor sie bei Pontassieve (6 km im Gemeindegebiet) in den Arno mündet.

## Bilder

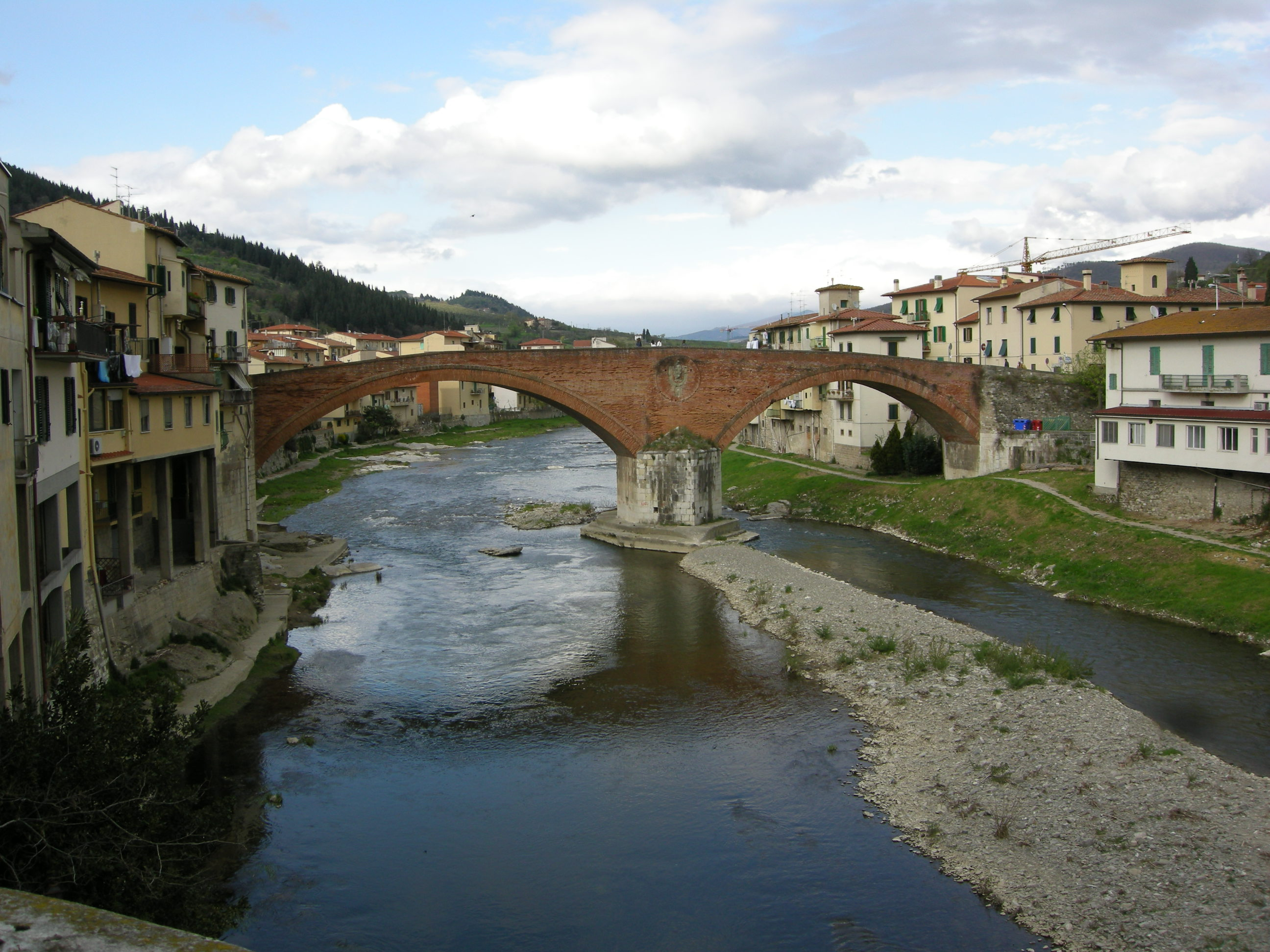
Die Sieve bei Pontassieve
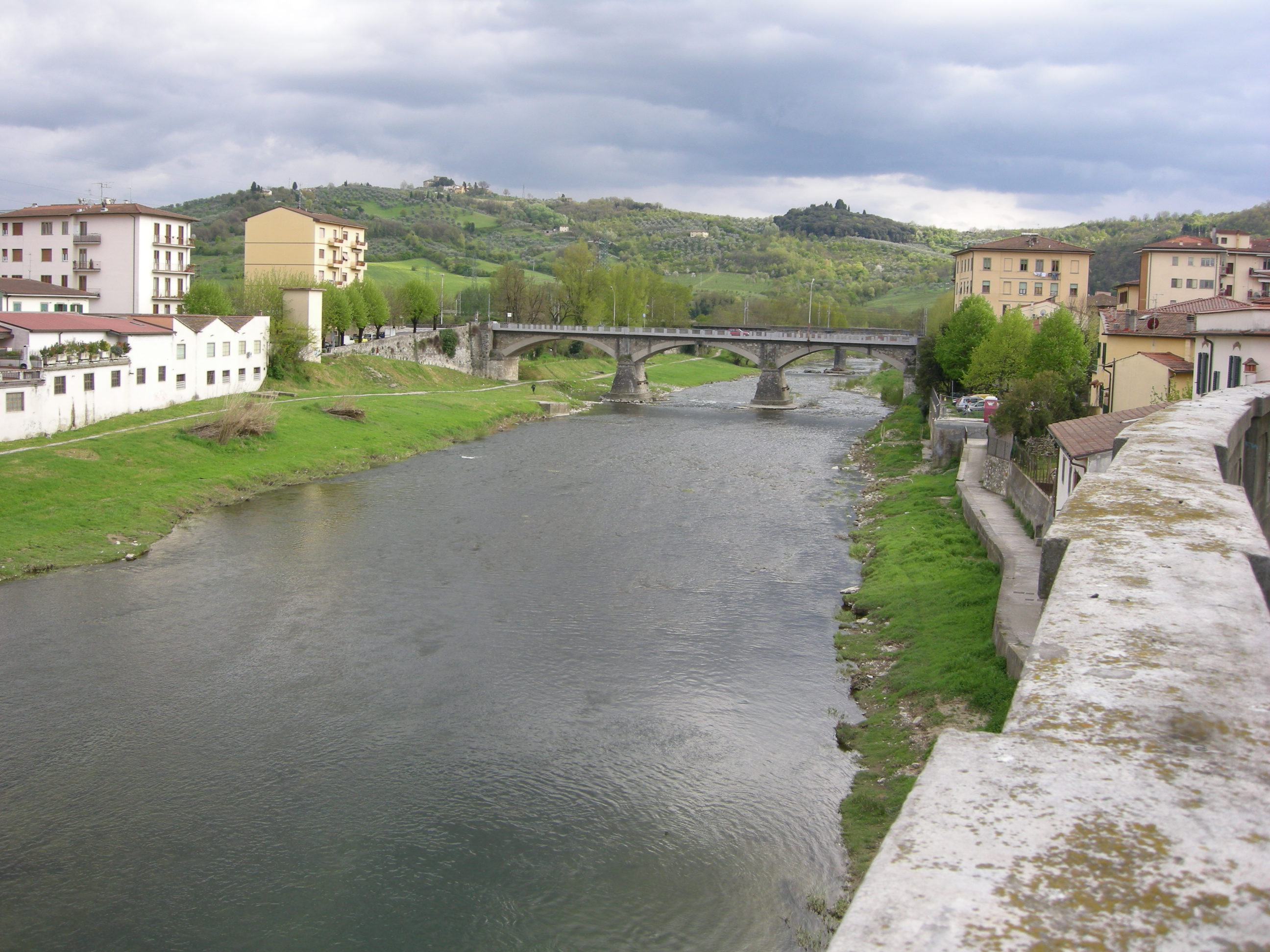
Die Sieve bei Pontassieve
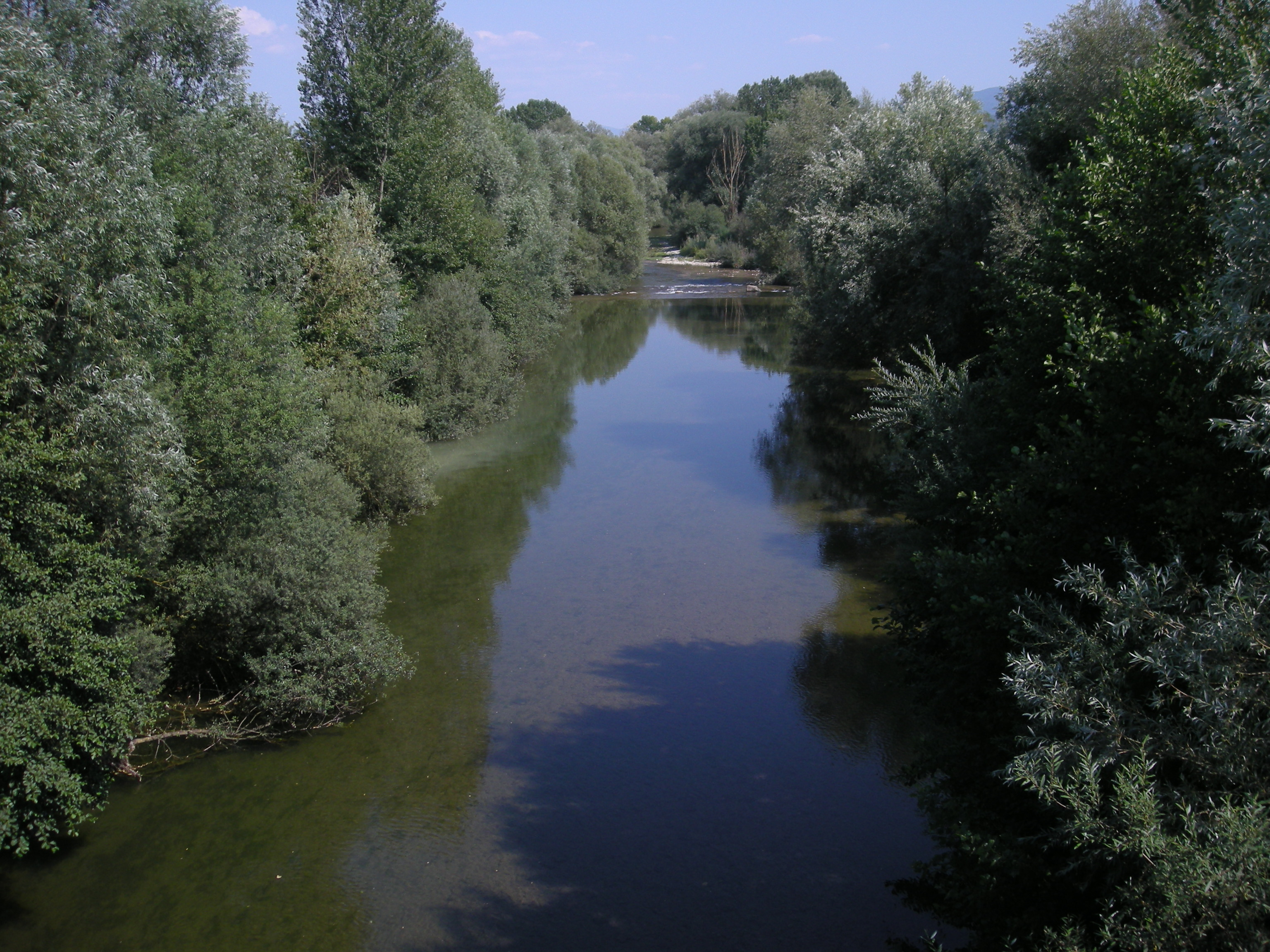
Die Sieve bei San Piero a Sieve (Gemeinde Scarperia e San Piero)